# Pau (Oristany)
Pau (en sard, Pau) és un municipi italià, dins de la província d'Oristany. L'any 2007 tenia 326 habitants. Es troba a la regió de Marmilla. Limita amb els municipis d'Ales, Palmas Arborea, Santa Giusta i Villa Verde.

## Administració
| Període | Identitat          | Partit        |
| ------- | ------------------ | ------------- |
| 2005-   | Franceschino Serra | Llista cívica |